# Stanisław Reich
Stanisław Wiktor Reich (ur. 25 grudnia 1888 w Rzeszowie, zm. 14 lutego 1916) – ogniomistrz Legionów Polskich, kawaler Orderu Virtuti Militari, doktor praw.

## Życiorys
Urodził się 25 grudnia 1888 w Rzeszowie, w rodzinie Samuela, adwokata i działacza społecznego. Ukończył studia prawnicze na uniwersytecie w Wiedniu w stopniu doktora praw. Prowadził praktykę adwokacką w Rzeszowie. Jako ochotnik służył w Legionach Polskich; przydzielony do oddziałów artylerii II Brygady Legionów, wraz z nią uczestniczył w walkach w Karpatach, nad Styrem i Stochodem. Dosłużył się stopnia ogniomistrza.
Zginął na stanowisku bojowym pod Kostiuchówką, w czasie niespodziewanego ostrzału polskich okopów, w dniu wizyty naczelnego dowództwa armii; został pochowany na cmentarzu 3 pułku piechoty Legionów Polskich nad Styrem, po ekshumacji spoczął na cmentarzu żydowskim na Czekaju w Rzeszowie. Rzeszowski pogrzeb Stanisława Reicha miał charakter manifestacji patriotycznej. 

## Ordery i odznaczenia
- Krzyż Srebrny Orderu Wojskowego Virtuti Militari nr 7686 – pośmiertnie, 17 maja 1922[3][4][5]
- Krzyż Niepodległości – pośmiertnie, 12 maja 1931 „za pracę w dziele odzyskania niepodległości”[6][2][7]

Prawdopodobnie 29 grudnia 1933 Prezydent RP omyłkowo, po raz drugi, nadał pośmiertnie Krzyż Niepodległości ogniomistrzowi Stanisławowi Reich. W obu wypadkach w kartotece brak adnotacji o wysłaniu zawiadomień o nadaniu krzyża oraz wysłaniu odznaczenia z dyplomem.